# NGC 3546
NGC 3546 ist eine linsenförmige Galaxie vom Hubble-Typ E-S0 im Sternbild Becher südlich des Himmelsäquators. Sie ist schätzungsweise 191 Millionen Lichtjahre von der Milchstraße entfernt.
Das Objekt wurde im Jahre 1886 von dem US-amerikanischen Astronomen Frank Muller entdeckt.